# Mikkel Brøndum Andersen
Mikkel Brøndum Andersen (ur. 31 lipca 1996 w Bejstrup) – duński żużlowiec.

## Życiorys

### Kariera sportowa
Dwukrotny brązowy medalista drużynowych mistrzostw świata juniorów (Norrköping 2016, Rybnik 2017). Czterokrotny medalista drużynowych mistrzostw Europy juniorów: trzykrotnie srebrny (Herxheim 2014, Stralsund 2016, Rybnik 2017) oraz brązowy (Pilzno 2015).
Brązowy medalista młodzieżowych indywidualnych mistrzostw Danii (Holstebro 2016). Finalista indywidualnych mistrzostw świata juniorów (2016 – XIV miejsce). Dwukrotny finalista indywidualnych mistrzostw Europy juniorów (Silkeborg 2015 – XVI miejsce, Lamothe-Landerron 2016 – VI miejsce).
W lidze brytyjskiej reprezentant klubów Redcar Bears (2018) i Glasgow Tigers (2019).

### Życie prywatne
Brat Jonasa Brønduma Andersena, również żużlowca.